# Jodrell Bank Observatory

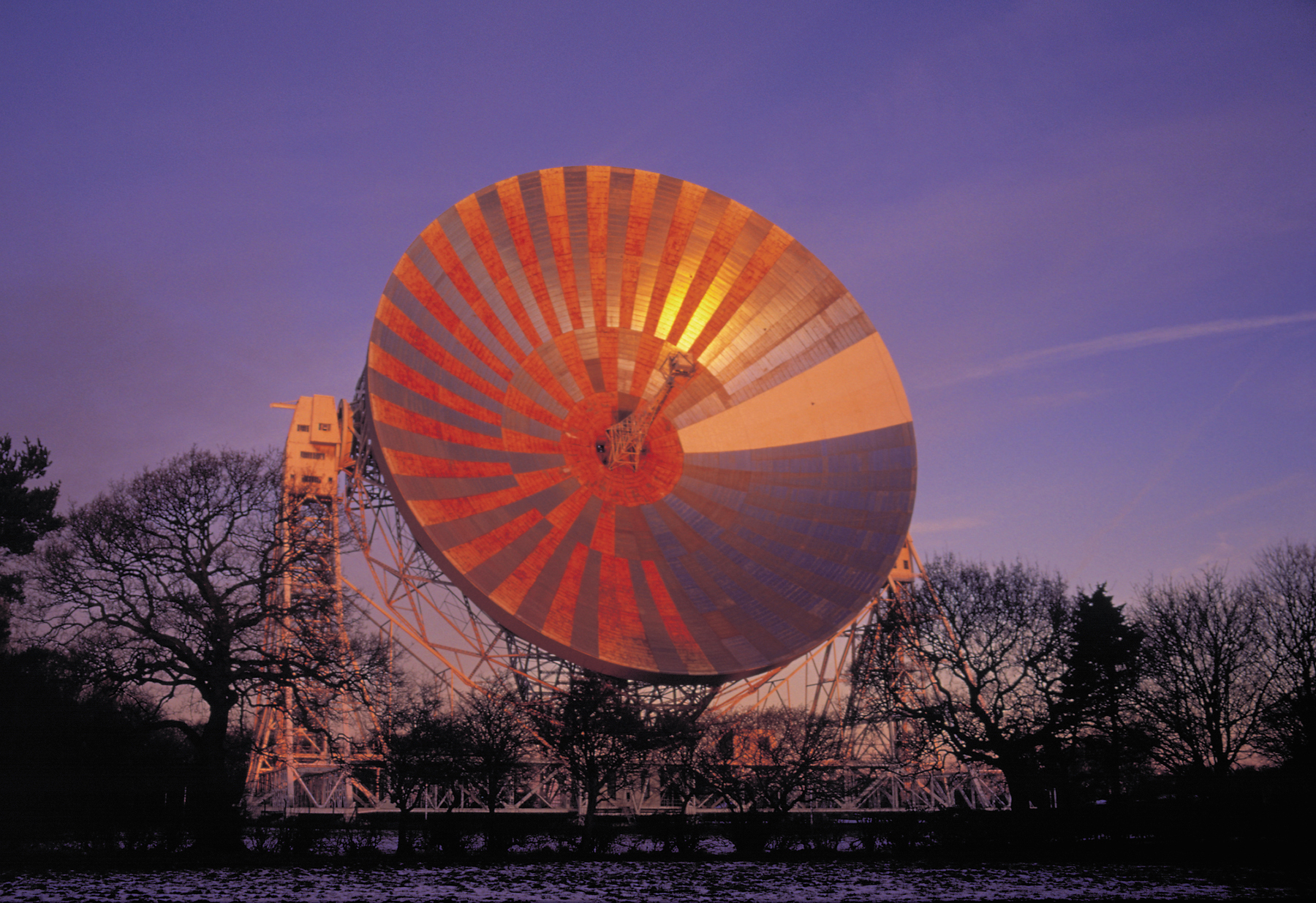
de Lovell telescoop tijdens de modernisatie in 2002

Het Jodrell Bank Observatory (JBO) is een radioastronomisch observatorium, dat deel uitmaakt van het Jodrell Bank Centre for Astrophysics van de universiteit van Manchester. Het staat in Lower Withington, een landelijk dorp in Cheshire, ongeveer 12 km ten westen van Macclesfield.

## Externe link

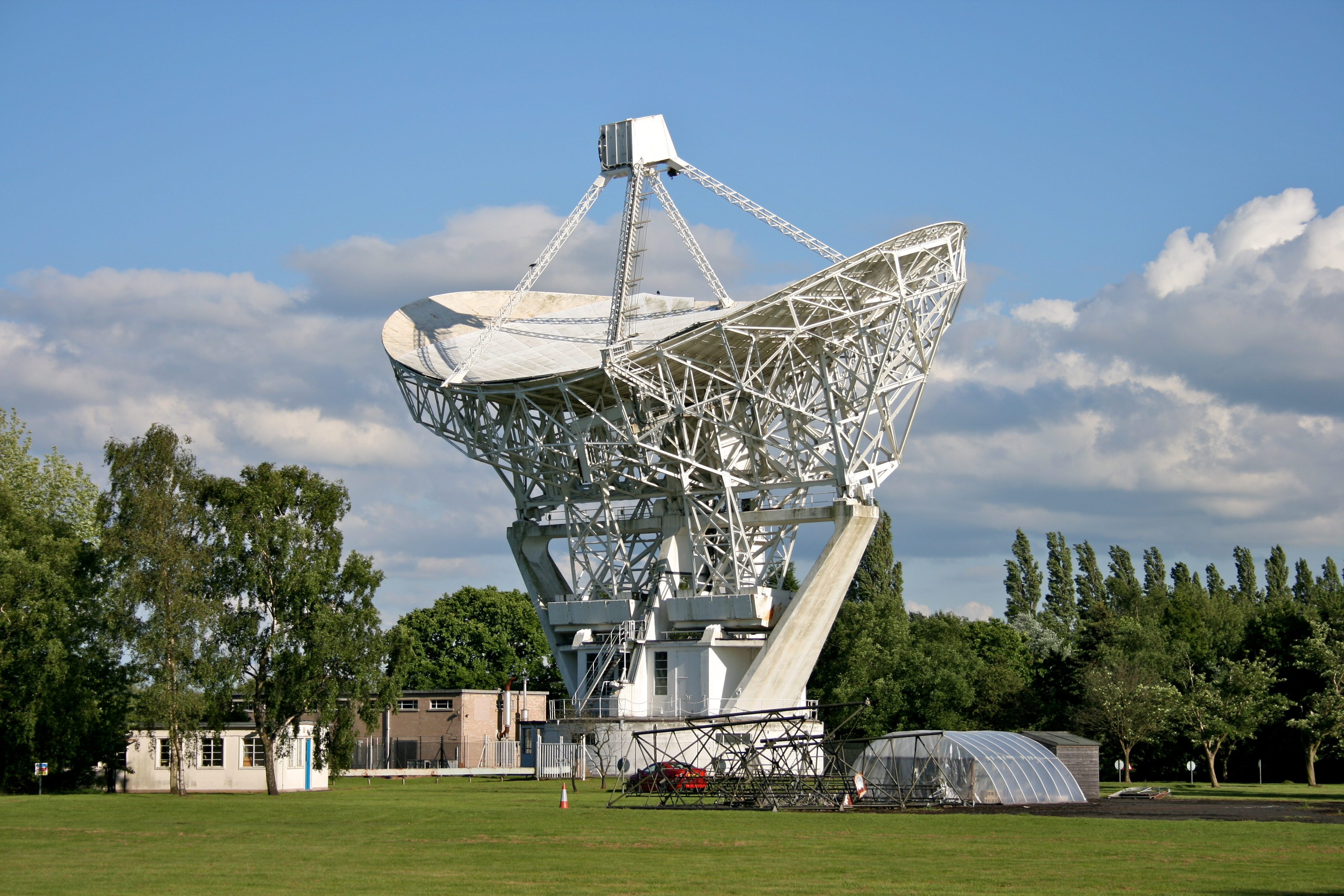
de Mark II telescoop
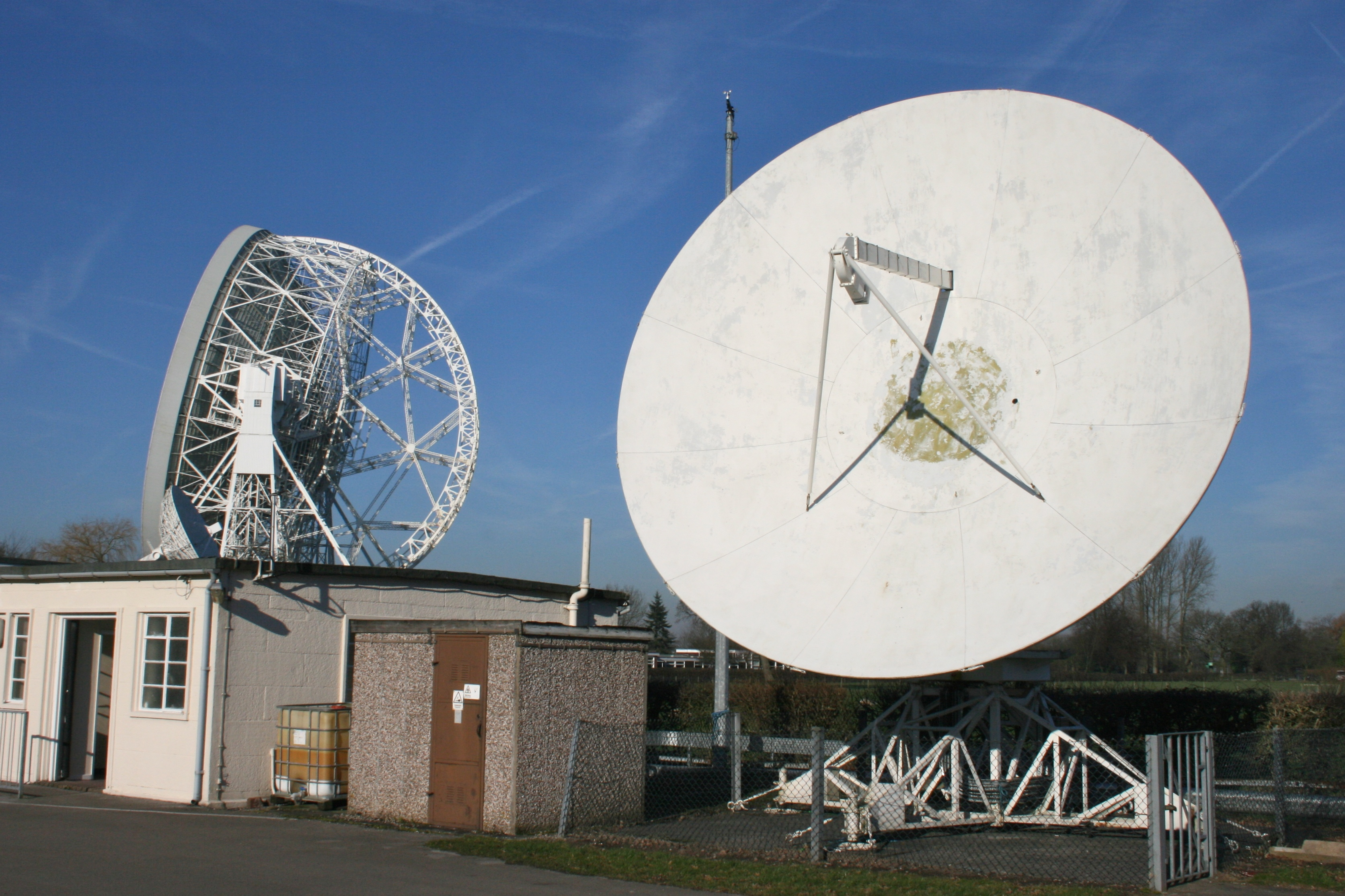
7-meter telescoop
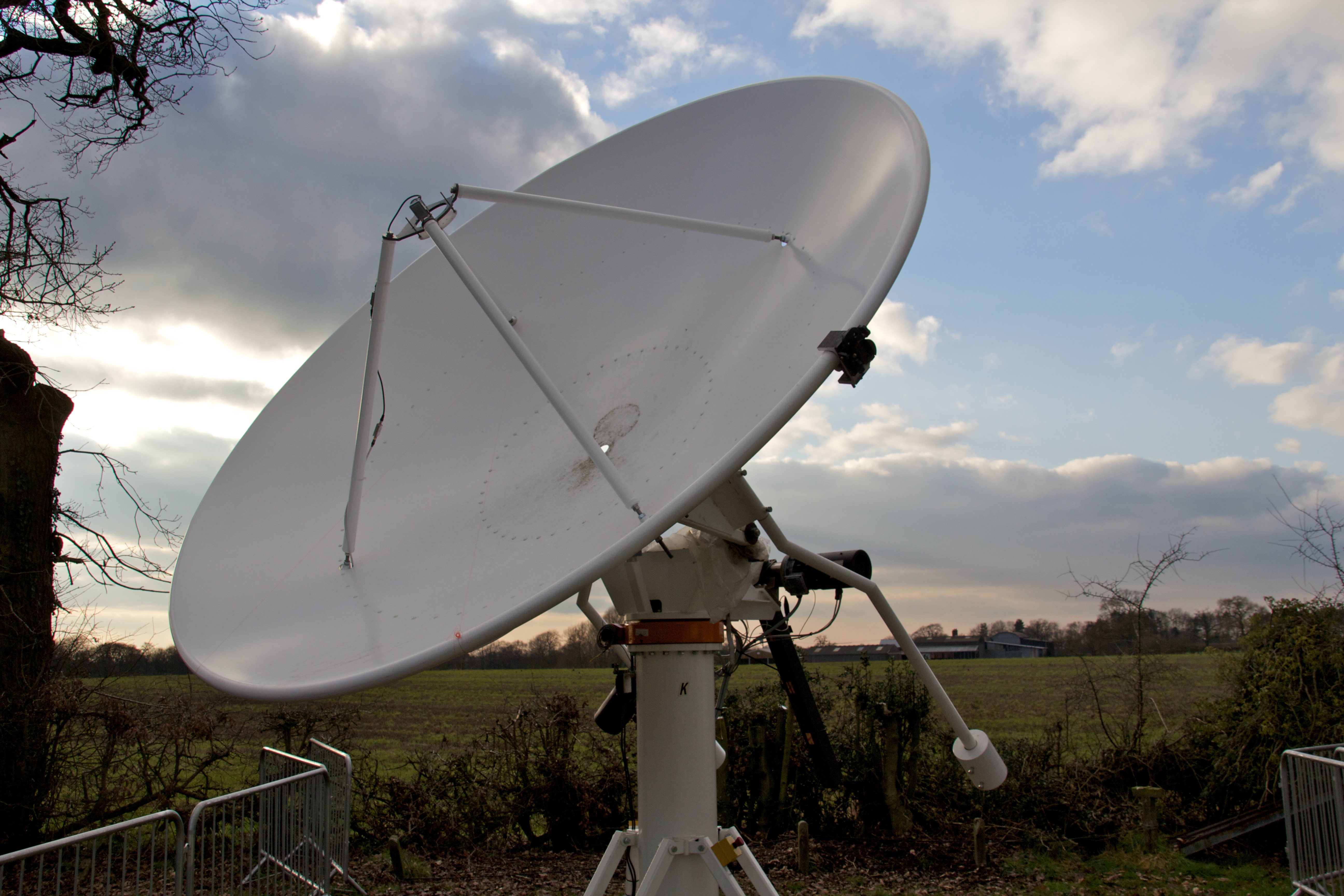
Moon telescoop
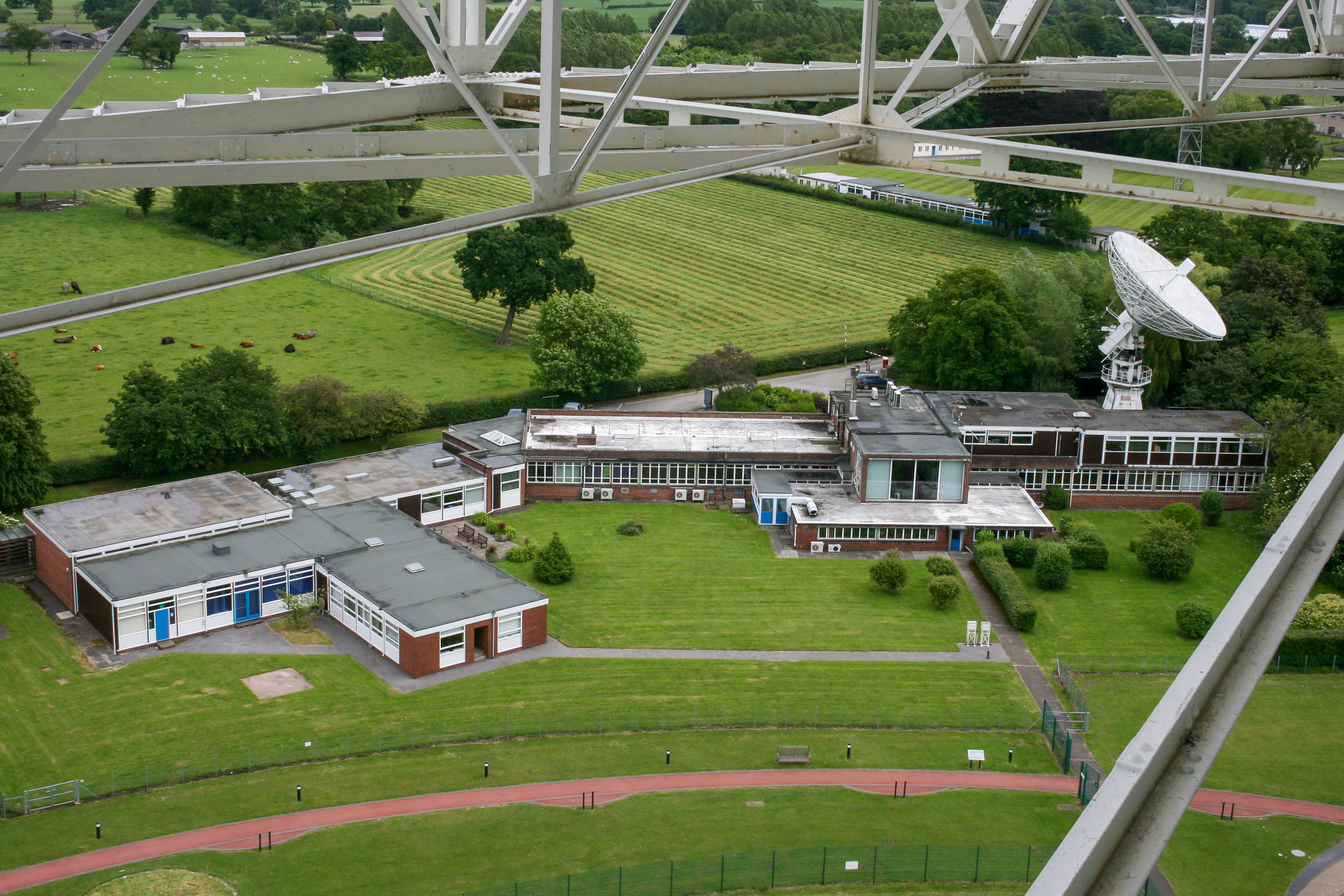
Jodrell Bank Control Building

## Telescopen
Het JBO huisvest een aantal radiotelescopen, met als blikvanger de grote Lovell-telescoop, met een paraboolantenne van 76 meter doorsnede. Hij werd in 1987 genoemd naar sir Bernard Lovell (1913-2012), de Britse astronoom en pionier van de radioastronomie.
Lovell trok met zijn medewerkers aan de universiteit van Manchester in 1945, vlak na de Tweede Wereldoorlog, naar Jodrell Bank, een botanisch onderzoekscentrum van de universiteit, om er de kosmische straling te onderzoeken, ver van alle elektrische interferenties in de stad. Enkele jaren later bouwde de universiteit er een vast observatorium en de eerste radiotelescoop, de vaste Transit-telescoop van 66 meter doorsnede, die altijd recht omhoog gericht was.
De bouw van de grote, draaibare "Mark I" telescoop begon in 1952 en hij werd in 1957 in gebruik genomen. Hij was toen de grootste bestuurbare radiotelescoop van de wereld met een paraboolantenne van 76 meter doorsnede. De telescoop, hernoemd naar Lovell, is nu een Grade I-listed building. Hij weegt 3.200 ton en werd in de jaren 2000-2002 gemoderniseerd. De telescoop dient niet alleen om wetenschappelijke radioastronomische waarnemingen te verrichten. Hij wordt ook gebruikt om kunstmatige satellieten en ruimtesondes te volgen.
Op de plaats van de afgebroken Transit-telescoop werd tussen 1960 en 1964 de "Mark II" gebouwd. Deze radiotelescoop heeft een diameter van 38,1 m. De Mark II maakt regelmatig deel uit van metingen met Very-long-baseline interferometry technologie.
Een even grote radiotelescoop, de "Mark III" werd volledig verplaatsbaar gebouwd en opgesteld in Wardle, zo'n 10 km ten zuidwesten van het Jodrell Bank Observatory. Deze telescoop werd volledig beheerd en bestuurd vanuit het Observatory, en is sinds zijn bouw en initiële ingebruikname in 1966 nooit verhuisd. Ook deze werd ingezet voor Very-long-baseline interferometry tot de telescoop in 1996 uit dienst werd genomen.

## Diensten
Het JBO observatorium huisvest ook het hoofdkwartier van de Square Kilometre Array organisatie.
Het Jodrell Bank Observatory staat open voor het publiek. Er is een bezoekerscentrum, het Jodrell Bank Discovery Centre met tentoonstellingen en er worden regelmatig lezingen en demonstraties gehouden.